# 柳沢信花
柳沢 信花（やなぎさわ のぶはな）は、江戸時代前期の旗本。通称は四兵衛。
旗本柳沢安吉の四男。母は窪嶋孫兵衛の娘。叔父柳沢安忠の娘婿。
天和3年（1683年）に殺害された事件で御家断絶となったため、信花の養子柳沢保教は柳沢吉保（安忠の実子）の家臣となり、のちに大和国郡山藩士となった。
保教の子には、鈴木祐政（鈴木重祐養子）、柳沢里光（保教の家督を継ぐ）、柳沢安弘（旗本柳沢時附養子）や柳沢里済（越後国黒川藩主柳沢経隆養子）らがいる。

## 年表
※日付は旧暦
- 慶安元年（1648年）12月11日 - 大番の番士となる。
- 慶安3年（1650年）12月27日 - 蔵米200俵を得る。
- 寛文9年（1669年）閏10月18日 - 精勤のため黄金5枚を得る。
- 天和3年（1683年）6月25日 - 江戸城西丸の下馬で大番士の高橋正武と口論になり、刃傷へと発展し斬死する。御家断絶となる。